# Pfarrkirche Leopoldskron-Moos

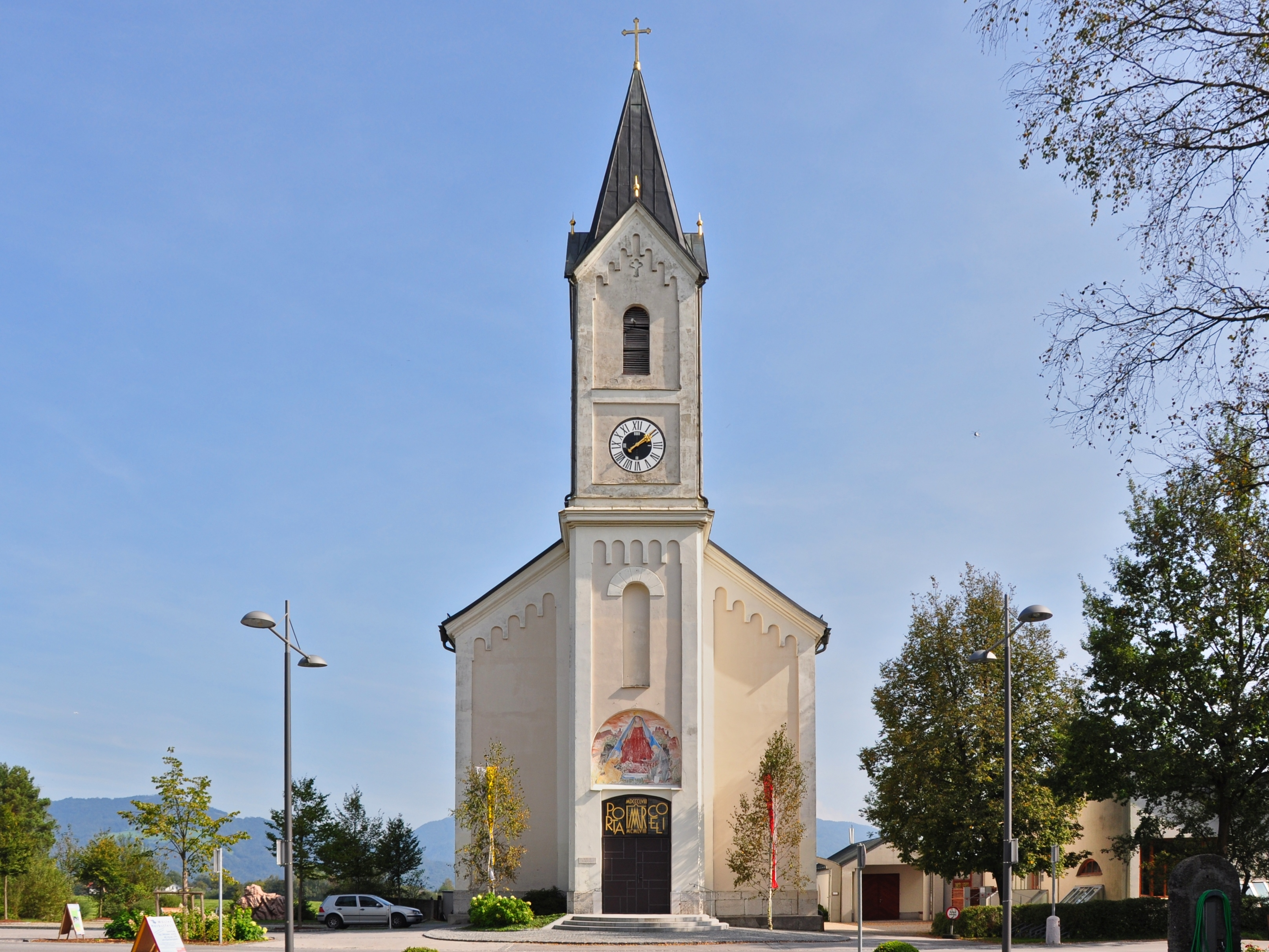
Katholische Pfarrkirche Maria Hilf in Leopoldskron-Moos

Die Pfarrkirche Leopoldskron-Moos steht in der Moosstraße Nr. 73 im Stadtteil Leopoldskron-Moos in der Stadtgemeinde Salzburg. Die auf das Patrozinium Maria Hilf geweihte römisch-katholische Pfarrkirche gehört zum Stadtdekanat Salzburg der Erzdiözese Salzburg. Die Kirche steht unter Denkmalschutz (Listeneintrag).

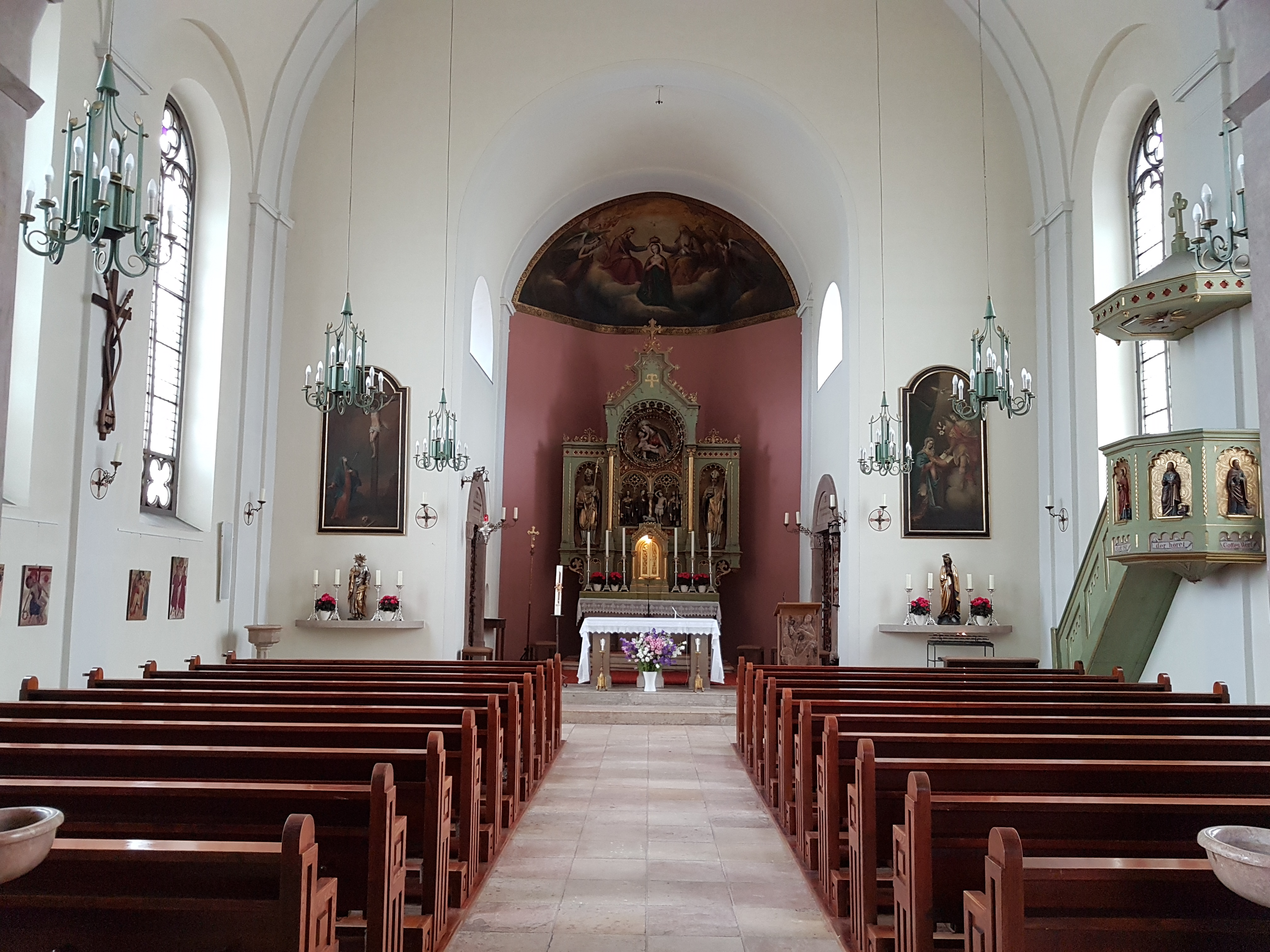
Innenraum, Blick zum Chor

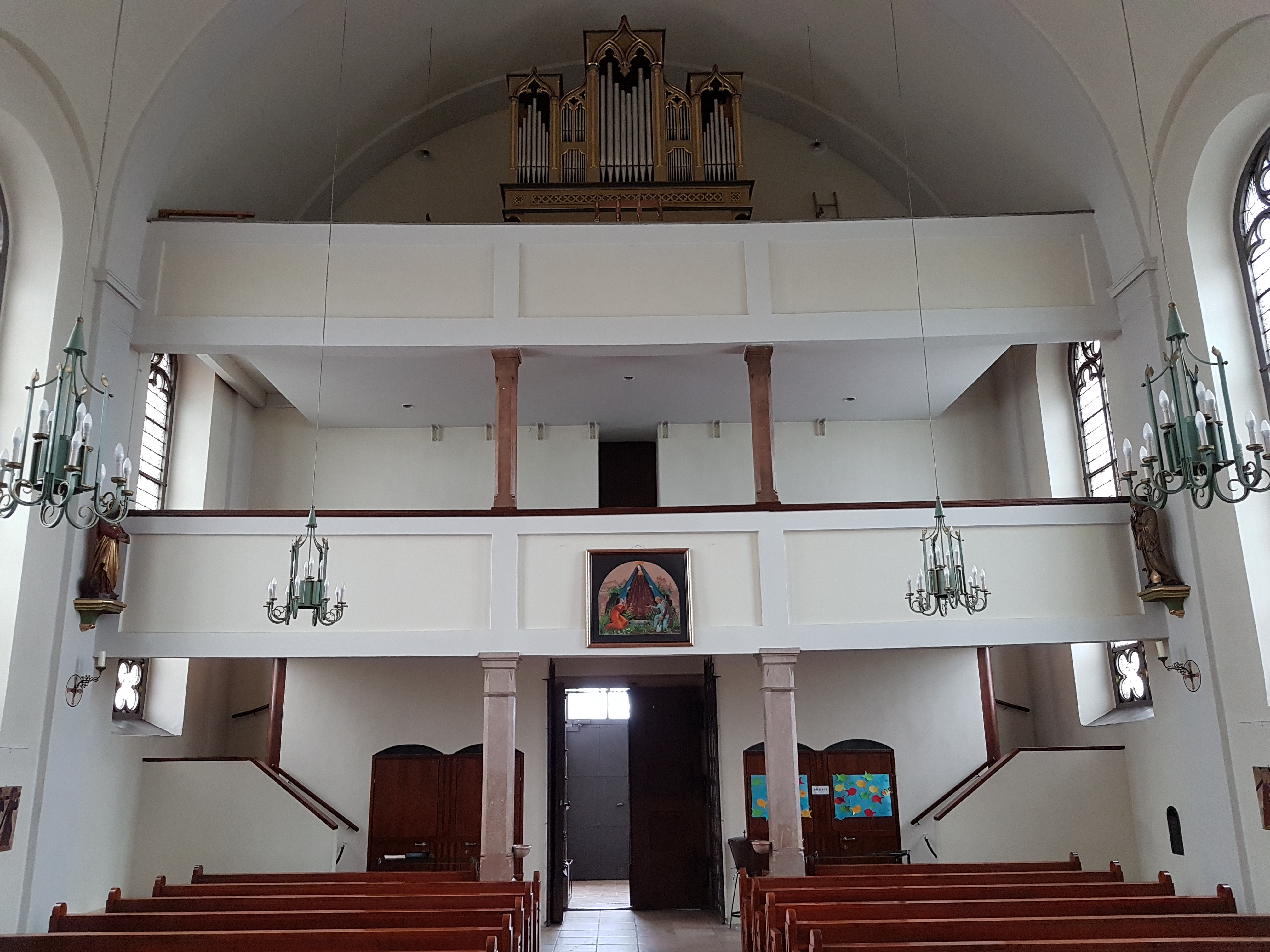
Blick zur Empore

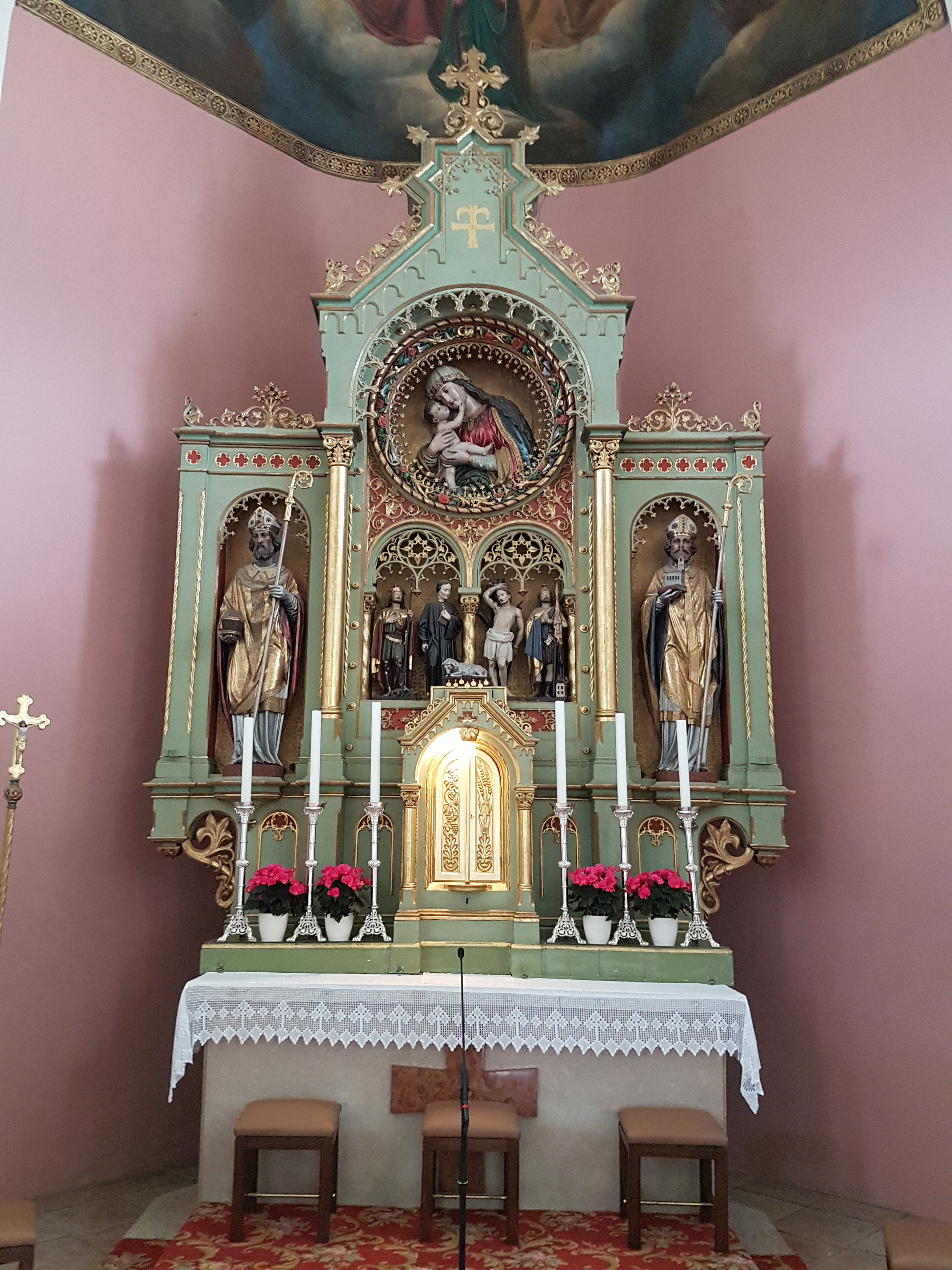
Hochaltar

## Geschichte
Die Kirche wurde von 1853 bis 1858 nach den Plänen der Architekten Otto Laschensky und Jacob Götz erbaut. Die Kirche wurde von 1973 bis 1981 statisch saniert und restauriert.

## Architektur
Die Kirche ist ein frühhistoristischer Saalbau mit einer eingezogenen polygonalen Apsis und einem vorgestellten Westturm. Die Außenwände haben hohe Rundbogenfenster und zeigen eine Gliederung mit Ecklisenen und einem Rundbogenfries. Der Turm trägt einen Giebelspitzhelm und zeigt ein Fresko der hl. Maria der Malerin Poldi Wojtek (1954).
Das vierjochige Langhaus hat ein Tonnengewölbe auf Gurtbögen und Pilastern. Die zweigeschoßige Westempore hat abgefaste Marmorpfeiler. Die Apsis mit einem Dreiseitschluss hat ein Tonnengewölbe. Die Fenster haben eine Versprossung mit Maßwerkformen mit einer ornamentalen Verglasung aus der Bauzeit. Das Wandbild Krönung Mariens im Apsisgewölbe malte Sebastian Stief (1856).

## Ausstattung
Der Hochaltar um 1858 ist ein frühhistoristisches Retabel mit einem Relieftondo Maria Hilf und trägt die Statuetten der Hll. Georg, Leonhard, Sebastian, Florian und seitlich die Statuen der Hll. Rupert, Virgil, Gregor (?) und Hieronymus.
Es gibt zwei Altarbilder, links Kruzifix mit Maria, rechts Verkündigung, beide aus dem Ende des 18. Jahrhunderts vom Maler Josef Lederwasch aus Pfarrwerfen. Ein Bild Schutzengel gemalt von Francesco Viacavi (1680) ist in Verwahrung.
Die Kanzel um 1858 zeigt Reliefs der Vier Evangelisten.
Die Orgel mit einem neugotischen Prospekt baute Franz Weber (1873).